# Yusuf Özdemir
Yusuf Özdemir (* 10. Januar 2001 im Bahçelievler) ist ein türkischer Fußballspieler, der seit 2020 beim Alanyaspor unter Vertrag steht.

## Karriere
Özdemir spielte im Jugendverein von Istanbul Güngörenspor. Danach wechselte er 2017 zu Alanyaspor. 2020 unterschrieb er seinen Profivertrag bei Alanyaspor. Sein Profidebüt gab er am 15. Mai 2021 beim 1:0-Sieg gegen MKE Ankaragücü. Am 27. Januar 2022 wechselte er auf Leihbasis für die zweite Hälfte der Saison 2021–22 zu İnegölspor.